# Pio Fontana
Pio Fontana (Balerna, 23 ottobre 1927 – Mendrisio, 8 marzo 2001) è stato uno scrittore e critico letterario svizzero.

## Biografia
Terminati gli studi secondari, frequentò l'Università Cattolica del Sacro Cuore di Milano, laureandosi con una tesi sui Cinque Canti di Ludovico Ariosto.
Insegnò italiano al ginnasio di Mendrisio e fu assistente presso l'università di Milano; dal 1963 fu professore universitario di letteratura italiana all'Università di San Gallo mantenendo l'incarico fino 1992; fu anche professore invitato presso l'Università di Zurigo e l'Università di Basilea.
Nel 1965 pubblicò un Commento all'Orlando Furioso. In qualità di critico letterario si occupò di autori italiani moderni come Giovanni Verga, Riccardo Bacchelli, Cesare Pavese, Camillo Sbarbaro, Clemente Rebora, oltre che del lombardo Carlo Linati e dei lombardo-ticinesi Francesco Chiesa e Giorgio Orelli.
Tra i suoi studi principali raccolti in volume, Arte e mito della piccola patria, Lettere a Giovanni Castellano, 1908-1949, Pavese ed altri saggi.